# Jisoo
Kim Ji-soo (en hangul, 김지수; en hanja, 金智秀; romanización revisada, Gim Ji-su; McCune-Reischauer, Kim Chisu; Gunpo, provincia de Gyeonggi, 3 de enero de 1995), más conocida como Jisoo, es una cantante, actriz, modelo, bailarina y presentadora de televisión surcoreana, conocida por ser miembro del grupo femenino surcoreano Blackpink.
Se unió a YG Entertainment en 2011 y se convirtió en aprendiz durante cinco años antes de debutar con Blackpink en agosto de 2016. Gradualmente el grupo se convirtió en un fenómeno global, conquistando el mercado estadounidense y muchos otros países. Además de ser cantante e ídolo de K-pop, Jisoo también es actriz, presentadora y embajadora global de marcas de lujo. Actuó en muchos comerciales, apareció en muchas películas como cameo antes de recibir su primer protagónico en el drama Snowdrop, que fue estrenada en diciembre de 2021.
Ha sido elegida para ser el rostro de muchas marcas famosas y ha aparecido en las portadas de muchas revistas famosas tanto de forma individual como con su grupo. Junto con las otras integrantes, es vista como un ícono de elegancia y estilo en la industria del entretenimiento coreano.

## Vida personal
Kim Jisoo nació el 3 de enero de 1995 en Gunpo, provincia de Gyeonggi, Corea del Sur. Tiene un hermano y una hermana, mayores que ella. Cuando era niña, jugaba baloncesto, asistía a clases de Taekwondo y era fanática del grupo TVXQ. Jisoo asistió a la secundaria en la Escuela de Artes Escénicas de Seúl. En el 11.° grado, comenzó un club de teatro en su escuela y adquirió una mayor experiencia a través de las audiciones.
Además de su coreano nativo, Jisoo también está aprendiendo a hablar chino, japonés e inglés; por motivos de trabajo y para poder comunicarse mejor con sus aficionados. A pesar de ser ídolo y actriz al mismo tiempo, solía soñar con convertirse en pintora y escritora. Antes de su debut, Jisoo vivía con sus padres, hermana, hermano y abuelos.
El 3 de agosto de 2023 las agencias de Jisoo y el actor Ahn Bo-hyun anunciaron que existía una relación sentimental entre ambos. Si bien se mencionó como posible vínculo entre ellos al también actor Jung Hae-in, este lo desmintió y aseguró que desconocía la existencia de dicha relación. El 24 de octubre del mismo año, sin embargo, ambas agencias declararon que sus representados la había dado por terminada, «debido a sus apretadas agendas».

## Carrera

### 2011-2015: Predebut y actividades en solitario
Kim Jisoo se convirtió en aprendiz de YG Entertainment en 2011. El 4 de mayo de 2012, YG publicó una foto de ella en un vídeo teaser llamado «Who’s that Girl???». Su nombre permaneció oculto durante mucho tiempo, hasta que la propia agencia anunció que la chica de la foto era Kim Ji-soo. Se tenía previsto que Jisoo debutaría como miembro de Pink Punk, siendo la «versión mejorada de 2NE1 con un estilo atrevido y atractivo», el grupo era conocido como F21 (Future 2NE1). Sin embargo, las noticias del nuevo grupo cesaron y el debut se pospuso. El 20 de octubre de 2014, Jisoo apareció en el videoclip de «Spoiler» de Epik High. En noviembre del mismo año, apareció en el vídeo musical de «I’m Different» de Hi Suhyun.
En mayo de 2015, se convirtió en modelo de las marcas Samsonite y Nikon. El 16 de agosto, se lanzó un vídeo del juego Angel Stone con la participación de Jisoo. En el mismo año, Jisoo apareció en el drama The Producers.

### 2016-2023: Debut con Blackpink
Jisoo debutó como miembro de Blackpink el 8 de agosto de 2016 con el álbum sencillo del grupo, Square One y los sencillos «Boombayah» (붐바 야) y «Whistle» (휘파람). Desde el 5 de febrero de 2017 hasta el 4 de febrero de 2018, se unió al programa de música Inkigayo como presentadora junto a Jinyoung de GOT7 y Doyoung de NCT. En el año 2019, Jisoo tuvo una breve aparición en el drama Arthdal Chronicles del canal tvN, junto con Nichkhun del grupo 2PM. El 18 de agosto de 2020, se reveló que la artista encabezará el elenco del nuevo drama de JTBC, Snowdrop, el cual se estrenó en 2021.
En 2020, Jisoo coescribió el sencillo de su grupo titulado «Lovesick Girls», que fue lanzado el 2 de octubre de 2020 como el tercer sencillo del primer álbum de estudio en coreano del grupo, The Album.
Finalmente, el 18 de diciembre de 2021, Jisoo realizó su primer papel como actriz principal con el drama de JTBC, Snowdrop, junto con Jung Hae-in. En el drama interpretó a una estudiante universitaria, Eun Yeong-ro, que es secuestrada por su interés amoroso. La serie consiguió posicionarse en el número uno en Disney + en cuatro de los cinco países en los que se encontraba disponible, incluyendo Corea del Sur. En septiembre de 2022, Jisoo ganó el premio  en Seoul International Drama Awards por su papel en Snowdrop.
El 16 de septiembre de 2022, Jisoo contribuyó en el álbum Born Pink con créditos en la canción "Yeah Yeah Yeah" junto con Rosé, miembro del grupo.

### 2023-presente: Actividades en solitario conMe
El 2 de enero de 2023, YG Entertainment anunció que Jisoo se encontraba preparándose y trabajando en el lanzamiento de su álbum en solitario previsto para 2023. El domingo 5 de marzo, finalmente se confirmó que la fecha de estreno sería el próximo 31 de marzo.
El 31 de marzo Jisoo lanzó «Me» con el vídeo musical de «꽃(flower)».
El álbum, Me, consiguió el número uno en Circle Album Chart con 1,03 millones de copias vendidas la primera semana del lanzamiento, convirtiéndose así, en la primera artista femenina de K-pop que vende un millón de copias en solitario.

## Imagen pública

### Publicidad
Como miembro de Blackpink, Jisoo junto a sus compañeras ha sido rostro y ha formado parte de campañas publicitarias de una decena de marcas, productos y servicios, tanto a nivel nacional como a nivel global, entre las que se cuentan las marcas de ropa deportiva Reebok, Nike, Puma y Guess?; las marcas de bebidas gaseosas Lotte Chilsung Beverage, Sprite y Pepsi; los bancos Woori Bank y Banco Kasikorn; las marcas de artículos de belleza OLens, Saint Scott, Shiseido y Mise En Scène; además de grandes compañías como Nestlé, Shopee, Kia Motors, Paradise City Hotel & Resort, Samsung y Globe Telecom.
De forma personal, un año antes de su debut con Blackpink, Jisoo fue rostro de diversas campañas publicitarias, para marcas como Samsonite y Nikon para su cámara modelo 1 J5. En 2016, participó junto a los miembros del grupo surcoreano IKON en una publicidad para la nueva serie de teléfonos móviles de LG Corporation.
A comienzos de 2017, fue rostro junto a su compañera Rosé de la campaña New Balm Cushion de la marca de cosméticos Moonshot. Ya en el año 2018, participó junto a algunas de sus compañeras de grupo en la promoción de ropa deportiva y zapatillas de la línea Adidas Originals del fabricante internacional Adidas.
En septiembre de 2018, Jisoo y su compañera de grupo Rosé se convirtieron en las embajadoras de la marca de cosméticos surcoreana Kiss Me.
En febrero de 2021, la marca de ropa local MICHAA seleccionó a Jisoo como modelo principal para la colección de primavera de 2021, bajo el título «The Woman We Love». Meses más tarde, el 9 de agosto de 2021, se anunció a Jisoo como rostro oficial de la aplicación móvil surcoreana CELEBe, llevando a cabo colaboraciones con la compañía como eventos, desafíos y anuncios de marca que se lanzarán a través de comerciales en televisión, YouTube y Facebook. El propio Park Seong-hoon, Director ejecutivo de CELEBe, señaló en mayo de 2022 que «después de comenzar un comercial de televisión con Jisoo de Blackpink como modelo el año pasado, la cantidad de usuarios superó las 500,000 personas. Naturalmente, también comenzó con ello nuestra expansión en el extranjero».

### Moda
Desde el año 2017, Jisoo ha sido invitada a participar en diversas sesiones fotográficas con las más importantes revistas de moda de Corea del Sur y Asia. Tras protagonizar un artículo en la revista InStyle en diciembre de 2017, realizó su primera portada con la revista Allure en febrero de 2018, mientras que en marzo del mismo año junto a Rosé fue portada de CéCi.
En septiembre de 2018, Jisoo y su compañera de grupo Rosé se convirtieron en las embajadoras de la marca de cosméticos surcoreana Kiss Me. En junio de 2019, fue portada de la revista Harper's Bazaar en su edición de Corea. En diciembre de 2019, protagonizó la portada de revista Elle Korea, y luego fue seleccionada como la embajadora local de la marca de cosméticos de Dior, para la campaña Dior's Beauty.
En enero de 2020 volvió a ser portada de Harper's Bazaar, esta vez con la colaboración de Dior. En marzo del mismo año realizó su primera sesión en solitario para la revista Vogue Korea. En julio de 2020, Jisoo fue oficialmente nombrada como la musa de Dior. En agosto de 2020, Jisoo fue la imagen de la colección Otoño/Invierno de Dior. En el vídeo musical de la colaboración entre Blackpink y Selena Gómez, «Ice Cream», se ve a Jisoo usando algunas prendas de dicha casa de moda.
En septiembre del mismo año, se reveló la portada de la edición número 155 de la revista Dazed Korea, donde se muestra su primer trabajo después de convertirse en la musa de Dior. En el mismo mes, fue portada también de la revista Marie Claire, y fue elegida como la primera figura representativa del proyecto del reloj digital de Cartier en el regreso de Pasha de Cartier para las generaciones coreanas. En diciembre de 2020, Jisoo fue fotografiada con los bolsos Lady Dior y D'Lite en la colección Cruise 2020-2021 de Dior.
En enero de 2021, fue nuevamente portada de revista Elle Korea, esta vez en colaboración con la marca Cartier. Además, la campaña «Dior Forever Skin Glow Cushion» de Dior Beauty, respaldada por Jisoo, se lanzó exclusivamente en Corea. También estuvo presente en la colección promocional Primavera/Verano, llevando el bolso Caro de Dior. En febrero fue portada por primera vez en solitario de revista W en su edición Corea del Sur. Ese mismo mes, Jisoo también fue presentada como la nueva musa de la marca de ropa coreana itMICHAA, siendo rostro oficial de su Colección Primavera 2021. En marzo siguiente, comenzó a expandir su larga asociación con Dior para el área Fashion and Beauty, luego de que las casas francesas la revelaran como su nueva Embajadora Global, publicando su nombre junto al de las actrices Natalie Portman y Cara Delevingne.
En junio de 2021, Jisoo fue portada de la revista Elle en las ediciones de Hong Kong, Tailandia, Singapur e India simultáneamente, siendo en este último país la primera ídol femenina en aparecer en una portada en cualquier revista de la India. Mientras que el 28 de septiembre del mismo año, Jisoo estuvo presente, como embajadora global de Dior, en el desfile Primavera/Verano 2022 de la marca en la Semana de la Moda de París, donde estuvo acompañada por Antoine Arnault, CEO de Berluti e hijo de Bernard Arnault, propietario de LVMH.
En febrero de 2022, Jisoo protagonizó la campaña Dior Addict para el nuevo lápiz labial de la marca Dior, de la cual la cantante es embajadora global, donde compartió escena junto a la actriz Anya Taylor-Joy y la artista Sharon Alexie. Mientras que en marzo de 2020, asistió al desfile Otoño/Invierno 2022-2023 de Dior en la Semana de la Moda de París como invitada especial. Según Launchmetrics, su presencia en el evento ayudó a obtener 10,9 millones de dólares de Valor de Impacto en los Medios (MIV) para la marca francesa.
En mayo de 2022, se dio a conocer que Jisoo se convirtió de manera oficial en la embajadora global de la marca francesa de relojes y joyería Cartier, sumándose a rostros como Ella Balinska, Mariacarla Boscono, Emma Chamberlain y Annabelle Wallis. «Con su estilo desenfadado, es la voz de una nueva generación de creativos que se atreven a mostrar sus diferentes talentos. Es una artista que asume su papel con una gran libertad creativa, sin limitarse jamás», señaló Arnaud Carrez, vicepresidente de marketing de Cartier.
En marzo de 2023, mediante una sesión de fotos para una campaña de colección Primavera/Verano, Jisoo fue anunciada como la nueva embajadora de la marca de moda coreana Dunst. Ese mismo mes protagonizó una nueva campaña a nivel global para la marca Dior junto a la actriz Anya Taylor-Joy, donde promocionó el nuevo lápiz labial de la marca, Dior Addict Lipstick.
En enero de 2024, Jisoo fue anunciada como el rostro oficial de la Colección Primavera 2024 de la marca internacional Alo Yoga.

### Videojuegos
En agosto de 2015, Jisoo fue rostro del vídeo promocional del nuevo videojuego de la compañía Fincon llamado Angel Stone.
En agosto de 2019, Samsung invitó a Jisoo junto a su compañera de grupo Lisa a ser las primeras en probar la nueva función Hungry Yeti AR del videojuego para móviles Candy Crush Friends Saga para el nuevo modelo Samsung Galaxy Note 10.
En febrero de 2021, la línea creativa de personajes de la aplicación de mensajería Line, llamada Line Friends, anunció a Jisoo como una de sus socias exclusivas para diseñar un personaje del juego móvil KartRider Rush +, que se publicaría el 19 de marzo de 2021. En el proceso, los elementos y la idea del personaje fueron bodquejados por ella misma. Su elemento de creación fue revelado como «Chichi», un personaje de conejo inspirado en el apodo de Jisoo «Turtle Rabbit Kim», que era muy conocido por los fanáticos, incluido el nombre de su mascota «Dalgom» entre los elementos del personajes. El proyecto además incluyó el desarrollo de stickers para la plataforma Line Messenger.

## Impacto e influencia

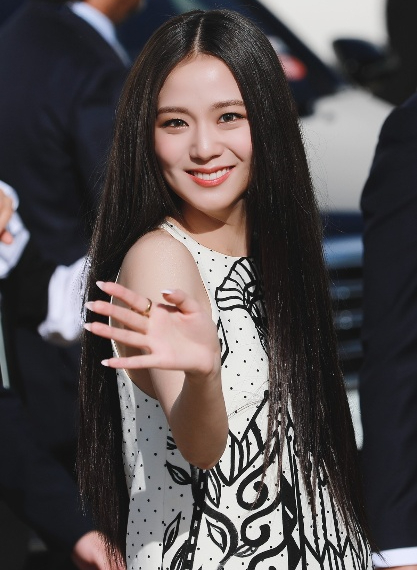
Jisoo en Dior SS22 Fashion Show en París

En la encuesta musical anual de Gallup Korea en 2018, Jisoo se ubicó en el décimo puesto como la ídol más popular de Corea del Sur, con el 4.8% de los votos. En abril de 2019, fue nombrada como la décima idol de K-pop más seguida de Instagram, con 12,8 millones de seguidores.
En 2019, Jisoo fue seleccionada como la sexta artista femenina más popular de Corea de Sur en una encuesta realizada a militares en su período de servicio. Ese mismo año, fue elegida como parte del BoF 500, un «índice profesional definitivo» de personas que dan forma a la industria de la moda de 2,4 billones de dólares. También fue incluida en el ranking de las diez celebridades e influencers con más impacto en el ámbito de cosméticos en los primeros cinco meses de 2020.
La revista comercial de la industria de la moda Women's Wear Daily, nombró a Jisoo dentro de una lista de los mayores engagement por publicaciones en Instagram, seguida por Rihanna y Kylie Jenner. Ocupó el séptimo lugar en el ranking, con el mejor promedio de participación por publicaciones, con tan solo doce publicaciones, lo que la convirtió en la única asiática en entrar a la lista.
En junio de 2020, Jisoo se volvió viral por sus looks en los teasers del sencillo de Blackpink, «How You Like That». Celebridades e influencers alrededor del mundo, principalmente en Corea del Sur, China, Japón, Tailandia y Vietnam recrearon su maquillaje, el cual creó ella misma. La tendencia también fue viral en las redes sociales, inspirando a muchos a imitar el estilo. En julio de 2020, Jisoo fue citada como una de las mayores influencers por promover la marca alemana de deportes, Adidas, junto al futbolista Cristiano Ronaldo. En agosto del mismo año, ocupó el segundo lugar en la lista «Idol from your first love memories», seguida por Cha Eun-woo.
En septiembre de 2020, Jisoo ocupó el primer lugar en la Reputación de Marca personal de grupos femeninos, creado por el Instituto de Investigación Empresarial de Corea, que mide el análisis de datos de las marcas seguido por el hábito en línea de los consumidores con un impacto significativo en el consumo y el interés de las marcas. El director del Instituto de Investigación del Idioma Coreano, Seong-sun Lim, mencionó que la enorme ola coreana en la comunidad global ha destruido rápidamente el dominio cultural occidental convencional. También nombró a Jisoo junto a Jungkook como el estándar de belleza mundial, por sobre el estatus de Olivia Hussey y James Dean.
En 2020, Dior fue descrita como la marca más popular para personas de edades desde los 20 hasta los 30 años, con efectivas campañas de marketing con Jisoo y otros artistas coreanos como protagonistas, aumentando así su popularidad. Dior incrementó sus ventas durante la pandemia del COVID-19 en Corea del Sur, lo cual también fue atribuido a los trabajos realizados con artistas coreanos como Jisoo. Jisoo también colaboró en el exitoso lanzamiento del nuevo bolso Bobby de Dior, una campaña que contó con prominentes nombres de la moda como Chiara Ferragni y Kat Graham. La actriz filipina estadounidense Liza Soberano también mencionó que se inspiró en un look de moda después de que lo utilizara Jisoo en la campaña Otoño/Invierno 2020 de Dior. Tras la emisión de la colección Primavera/Verano 2021 de Dior, Jisoo se convirtió en un tema candente en el show, como la representante de Corea. Su influencia en el programa se ganó la publicación de marca mejor calificada, con un promedio de 33% MIV desde el último programa de otoño de 2020. La diseñadora de moda italiana Maria Grazia Chiuri también reveló detrás de la colección que se inspiró en Jisoo.
En 2021, la cooperación de Jisoo con el videojuego móvil KartRider Rush+, en la que participó en su diseño, logró aumentar la tasa de clasificación de la aplicación al puesto 11 después del anuncio. La colaboración en la que participó también recibió una enorme respuesta positiva al cautivar a los usuarios de todo el mundo. Ese mismo año, en el mes de septiembre, la presencia de Jisoo en el desfile de Dior durante la Semana de la Moda de París se convirtió en uno de los temas más comentados en Twitter, donde se realizaron más de 1,26 millones de publicaciones con el hashtag con el nombre de la cantante. Además, según la compañía de análisis de datos Launchmetrics, Jisoo fue la responsable de la publicación con más alto valor en las redes sociales durante el evento, al generar 1,84 millones de dólares en Valor de Impacto en los Medios (MIV) con cuatro fotos publicadas en su cuenta de Instagram, y 2.536 menciones en los medios, equivalentes a 15.7 millones de dólares en valoración. Semanas después, la misma compañía en su resumen financiero luego de los cuatro principales eventos de moda realizados en la temporada, ratificó el éxito de Dior, señalando que incrementó su MIV en $10.9 millones de dólares, entre otras cosas, debido al trabajo de Jisoo para la marca.
En enero de 2022, Wikipedia presentó las páginas más populares en Corea del Sur, ubicando la página de Jisoo en el primer lugar entre las idols femeninas, con más de 220,000 visitas, mientras que Snowdrop, la serie que protagonizó, ocupó el primer lugar general, registrando más de un millón de visitas.
El 22 de noviembre de 2023, Jisoo junto a sus compañeras de grupo, fue reconocida por el Rey Carlos III del Reino Unido como Miembro Honoraria de la Orden del Imperio Británico (MBE) en una ceremonia en donde también estuvieron presentes el presidente surcoreano, Yoon Suk-yeol y la primera dama, Kim Keon-hee. Jisoo recibió la distinción durante una investidura privada en la Sala 1844 del Palacio de Buckingham. Los honores se otorgaron por órdenes del Gobierno del Reino Unido, luego del apoyo que el país recibió de parte de Blackpink durante una campaña para resaltar el cambio climático.

## Discografía

### EP
| Título   | Detalles | Mejores posiciones | Mejores posiciones | Mejores posiciones | Ventas         | Certificaciones |
| Título   | Detalles | KOR                | JPN                | SWI                | Ventas         | Certificaciones |
| -------- | --- | ------------------ | ------------------ | ------------------ | -------------- | --------------- |
| Amortage | - Lanzamiento: 14 de febrero de 2025 - Discográfica: Blissoo, Warner - Formatos: CD, descarga digital, streaming | 1                  | 50                 | 86                 | - KOR: 252 262 | - KMCA: Platino |

### Álbumes sencillo
| Título | Detalles | Mejor posición | Mejor posición | Mejor posición | Ventas | Certificaciones |
| Título | Detalles | COR Gaon       | Oricon         | US World       | Ventas | Certificaciones |
| ------ | --- | -------------- | -------------- | -------------- | ------ | --------------- |
| Me     | - Lanzamiento: 31 de marzo de 2023 - Discográfica: YG Entertainment, Interscope Records - Formato: CD, descarga digital, streaming, LP | —              | —              | —              |        |                 |

### Sencillos
| Título                                                                                     | Año  | Mejor posición | Mejor posición | Mejor posición | Mejor posición | Mejor posición | Mejor posición | Mejor posición | Mejor posición | Mejor posición | Ventas | Certificaciones | Álbum    |
| Título                                                                                     | Año  | COR            | COR Songs      | CAN            | CHN            | JAP            | MAL            | NZL            | SPR            | US World       | Ventas | Certificaciones | Álbum    |
| ------------------------------------------------------------------------------------------ | ---- | -------------- | -------------- | -------------- | -------------- | -------------- | -------------- | -------------- | -------------- | -------------- | ------ | --------------- | -------- |
| «Flower» (꽃)                                                                              | 2023 | 2              | 1              | —              | —              | —              | —              | 40             | —              | —              |        |                 | Me       |
| «Earthquake»                                                                               | 2025 | 45             | —              | —              | —              | —              | —              | —              | —              | —              |        |                 | Amortage |
| «—» indica que el lanzamiento no se posicionó en la lista o no se lanzó en ese territorio. |      |                |                |                |                |                |                |                |                |                |        |                 |          |

### Otras canciones en listas
| Título           | Año  | Mejor posición | Mejor posición | Álbum    |
| Título           | Año  | KOR            | NZL Hot        | Álbum    |
| ---------------- | ---- | -------------- | -------------- | -------- |
| «All Eyes on Me» | 2023 | 102            | 18             | Me       |
| «Your Love»      | 2025 | 197            | 23             | Amortage |
| «Tears»          | 2025 | —              | 39             | Amortage |
| «Hugs & Kisses»  | 2025 | —              | 33             | Amortage |

## Filmografía

### Películas
| Año  | Título                        | Cadena/Productora            | Notas              | Ref.            |
| ---- | ----------------------------- | ---------------------------- | ------------------ | --------------- |
| 2023 | Dr. Cheon and Lost Talisman   | Filmmaker R&K                | Aparición especial | [ 140 ] [ 141 ] |
| 2024 | Omniscient Reader's Viewpoint | Realize Pictures / Smilegate | Lee Ji-hye         | [ 142 ]         |

### Documentales
| Año  | Título                                      | Cadena/Productora | Notas                                           | Ref.    |
| ---- | ------------------------------------------- | ----------------- | ----------------------------------------------- | ------- |
| 2020 | Coachella: 20 years in the desert           | YouTube Originals | Participación del grupo en Coachella 2019       | [ 143 ] |
| 2020 | Blackpink: Light Up the Sky                 | Netflix           | Detalles de la historia del grupo               | [ 144 ] |
| 2021 | Blackpink: The Movie                        | YG Entertainment  | Película documental sobre la historia del grupo | [ 145 ] |
| 2024 | Blackpink World Tour [Born Pink] in Cinemas | YG Entertainment  | Película documental sobre su gira mundial       | [ 146 ] |

### Series documentales
| Año  | Título                             | Cadena | Notas                                            | Ref.    |
| ---- | ---------------------------------- | ------ | ------------------------------------------------ | ------- |
| 2021 | Legendary Stage Archive K          | SBS    | Serie documental sobre el k-pop. Ep. 1           | [ 147 ] |
| 2021 | Next Entertainment, 2020 Visionary | tvN    | Serie documental sobre los 2020 Visionary. Ep. 5 | [ 148 ] |

### Series
| Año       | Título                    | Cadena       | Rol             | Notas                       | Ref.            |
| --------- | ------------------------- | ------------ | --------------- | --------------------------- | --------------- |
| 2015      | The Producers             | KBS          | Yeonwoo         | Cameo. Ep. 4, 5 y 12        | [ 149 ]         |
| 2017      | Temporary Idols           | SBS          | Como ella misma | Cameo. Ep. 5                | [ 150 ]         |
| 2018      | YG Future Strategy Office | Netflix      | Como ella misma | Cameo. Ep. 1 «Family Day»   | [ 151 ]         |
| 2019      | Arthdal Chronicles        | tvN          | Sae Na-Rae      | Cameo. Ep. 7                | [ 152 ]         |
| 2021-2022 | Snowdrop                  | JTBC         | Eun Young-ro    | Rol principal. 16 episodios | [ 153 ]         |
| 2025      | Newtopia                  | Coupang Play | Kang Young-ju   | Rol principal               | [ 154 ] [ 155 ] |

### Docu-realities
| Año       | Título                | Cadena  | Episodios | Notas                                                | Ref.    |
| --------- | --------------------- | ------- | --------- | ---------------------------------------------------- | ------- |
| 2018      | Blackpink House       | JTBC    | 12        | Primer reality del grupo                             | [ 156 ] |
| 2019      | Blackpink Diaries     | V Live  | 16        | Seguimiento al World Tour 2018-2020                  | [ 157 ] |
| 2020      | 24/365 with Blackpink | YouTube | 17        | Seguimiento al grupo y preparación de su nuevo disco | [ 158 ] |
| 2022-2023 | Born Pink Memories    | YouTube | 34        | Seguimiento al Born Pink World Tour y promociones    | [ 159 ] |

### Vídeos musicales
| Año  | Título          | Artista   | Ref.    |
| ---- | --------------- | --------- | ------- |
| 2014 | «Spoiler»       | Epik High | [ 160 ] |
| 2014 | «I'm Different» | Hi Suhyun | [ 161 ] |